# コンフェッション (2002年の映画)
『コンフェッション』（原題: Confessions of a Dangerous Mind）は、2002年製作のアメリカ映画。

## 概要
俳優のジョージ・クルーニーの監督デビュー作。ブライアン・シンガーが監督を降板し、その上予算を増やせないという状況の下、勿体ないと思ったクルーニーは自らメガホンを取るしかないと監督を引き受けた。
米国で60-80年代にかけて活躍した、著名なテレビプロデューサーのチャック・バリスの伝記が原作になっている。

## ストーリー
ABC放送の臨時職員として働いていたチャックは、今までにない新しいTV番組を作ろうと考えるが上手くいかない。そんな彼の前にジム・バードと名乗る謎の男が現れる。男はチャックにある仕事を持ちかける。その仕事とは、CIAの秘密工作員となって、合衆国にとって邪魔な存在を消していくというものだった。
その後チャックは『デート・ゲーム』や『ザ・ゴングショー』などの人気番組を生み出し、TVプロデューサーとしても秘密工作員としても成功していく。しかし、番組は次第に世論から叩かれていくようになってしまい、自分自身も工作員の命を狙う何者かに追い詰められていく。

## キャスト
※括弧内は日本語吹替
- チャック・バリス - サム・ロックウェル（山寺宏一）
- ペニー・パチーノ - ドリュー・バリモア（石塚理恵）
- ジム・バード - ジョージ・クルーニー（小山力也）
- パトリシア・ワトソン（オリビア） - ジュリア・ロバーツ（土井美加）
- キーラー - ルトガー・ハウアー（大塚芳忠）
- サイモン・オリバー - マイケル・エンサイン（伊藤和晃）
- デビー - マギー・ジレンホール（村井かずさ）
- ラリー・ゴールドバーグ社長 - ジェリー・ワイントローブ（藤本譲）
- トゥービア（25歳） - レイチェル・レフィブレ（浅野まゆみ）
- CIAの指導官ジェンクス / ピーター・ジェンクス委員 - ロバート・ジョン・バーク（仲野裕 / 田中正彦）※2役
- ロッド・フレクスナー - ジェームズ・アーバニアック（森川智之）
- キャスティングをする幹部 - リチャード・カインド
- 幼少期のチャック - マイケル・セラ（浅野まゆみ）
- 黒人のバチェラー - クリティン・ポール（相沢正輝）
- スタッド（バチェラー）- J・トッド・アンダーソン（遠藤純一）
- ブラッド（バチェラー#1）- ブラッド・ピット（カメオ出演・台詞なし）
- マット（バチェラー#2）- マット・デイモン（カメオ出演・台詞なし）
- ウェイター - カルロ・ベラルディヌッチ（岸祐二）

インタビュー映像
- ディック・クラーク（小山武宏）
- ジェイ・P・モーガン（唐沢潤）
- ジーン・ジーン・ザ・ダンシング・マシーン（秋元羊介）
- ジム・ラング（藤本譲）
- 謎のコメディアン - マーレイ・ラングストン（相沢正輝）※本編にも登場している
- チャック・バリス（ラストシーンでカメオ出演・台詞なし）

## スタッフ
- 原作：チャック・バリス
- 監督：ジョージ・クルーニー
- 製作総指揮：スティーヴン・ソダーバーグ、スティーヴン・エヴァンス、ジョナサン・ゴードン、ランド・ラヴィッチ、ボブ・ワインスタイン、ハーヴェイ・ワインスタイン
- 製作：アンドリュー・ラザー
- 脚本：チャーリー・カウフマン
- 音楽：アレックス・ワーマン
- 撮影：ニュートン・トーマス・サイジェル
- 編集：スティーヴン・ミリオン